# Probostwo (Pobiedziska)
Probostwo – osiedle położone w południowo-zachodniej części Pobiedzisk, oś osiedla stanowi ulica Kaczyńska.